# The Party Dress (film 1912)
The Party Dress  è un cortometraggio muto del 1912 diretto da Charles L. Gaskill.

## Produzione
Il film fu prodotto dalla Vitagraph Company of America.

## Distribuzione
Distribuito dalla General Film Company, il film - un cortometraggio di 180 metri - uscì nelle sale cinematografiche statunitensi il 24 agosto 1912. Nelle proiezioni, veniva programmato con il sistema dello split reel, accorpato in un'unica bobina con un altro cortometraggio prodotto dalla Vitagraph nel 1912, il documentario On Board Kaiser Wilhelm the Second.